# 汉正街
汉正街是中国湖北省武汉市硚口区的一条主要街道，与南侧的汉口沿河大道平行，西到硚口路（玉带门），东至集稼咀与民族路相交，长3.2公里，宽约5至7米。汉正街自古就有“天下第一街”之美誉。

## 历史
汉正街意即“汉口正街”，是汉口早期的中心街道。明代由于汉水改道，沿着汉水新河道的北岸形成新兴的汉口镇，码头林立，并相互连接，形成横贯东西的十里长街。自西向东，分别称为玉带门正街、杨家河正街、武圣庙正街、石码头正街、五彩正街、永宁巷正街、沈家庙正街等。1923年改夏口县为汉口市，统称为汉正街。
清代的汉口镇东西狭长，但仅有2条贯穿全镇的街道，即正街及长堤街。因此汉正街在早期的汉口具有举足轻重的地位，街上除了开满了各种店铺以外，还设有汉阳府通判署、淮盐局、仁义巡检司署等官署。主要的行业有8种：银钱、典当、铜铅、油烛、绸缎、布匹、漆货、纸张，称为“上八行”。附近居民则大多为各省移民，分别来自山西、陕西、四川、湖南、江西、浙江、江苏等省。 

## 现状
汉正街在近代演变为小商品集散中心，现仍以汉正街市场驰名，向华中各省市供应服装、轻工制品、瓷器、小家电等。

## 未来
2010-2011年，武汉市政府决定开发汉口北批发城，有计划将汉正街整体迁至汉口北，一方面避免汉正街人、货通行量大带来武汉市区交通的巨大压力；另一方面为了让武汉郊区得到发展。

## 事件
2022年11月27日，在反封控示威期間，大批民眾在漢正街聚集，有封控區域被鐵柵欄圍住，民眾瘋狂搖晃並推倒鐵柵欄，又有人將封控區外的水馬、鐵皮推倒拆下，並高喊「解封」。警方到場後與示威民眾起衝突，雙方一度拳打腳踢。當地武警在深夜時展開清場行動，現場民眾拍下武警逮人畫面，只見武警一邊拖行、一邊毆打遭到逮捕人士。 路透社指出，聚集民眾有數百人，喊出“反独裁”口号，并推倒沿途路障。 

### 内部链接
- 武汉地铁6号线汉正街站